# Надзеж
Надзеж (пол. Nadzież) — село в Польщі, у гміні Ліскув Каліського повіту Великопольського воєводства.
Населення — 129 осіб (2011).
У 1975-1998 роках село належало до Каліського воєводства.

## Демографія
Демографічна структура станом на 31 березня 2011 року:
|          | Загалом | Допрацездатний вік | Працездатний вік | Постпрацездатний вік |
| -------- | ------- | ------------------ | ---------------- | -------------------- |
| Чоловіки | 60      | 12                 | 41               | 7                    |
| Жінки    | 69      | 14                 | 40               | 15                   |
| Разом    | 129     | 26                 | 81               | 22                   |